# Dystrykt Chibombo
Dystrykt Chibombo – dystrykt w środkowej Zambii w Prowincji Centralnej. W 2000 roku liczył 241 612 mieszkańców (z czego 50,47% stanowili mężczyźni) i obejmował 41 362 gospodarstw domowych. Siedzibą administracyjną dystryktu jest Chibombo.